# Laguna Beach (California)
Laguna Beach, fundada en 1927, es una ciudad ubicada en el condado de Orange en el estado estadounidense de California.  Laguna Beach es famosa por las Playas, el clima mediterráneo, y las galerías de arte. En el año 2000 tenía una población de 23 204 habitantes y una densidad poblacional de 1 036,1 personas por km².

## Geografía

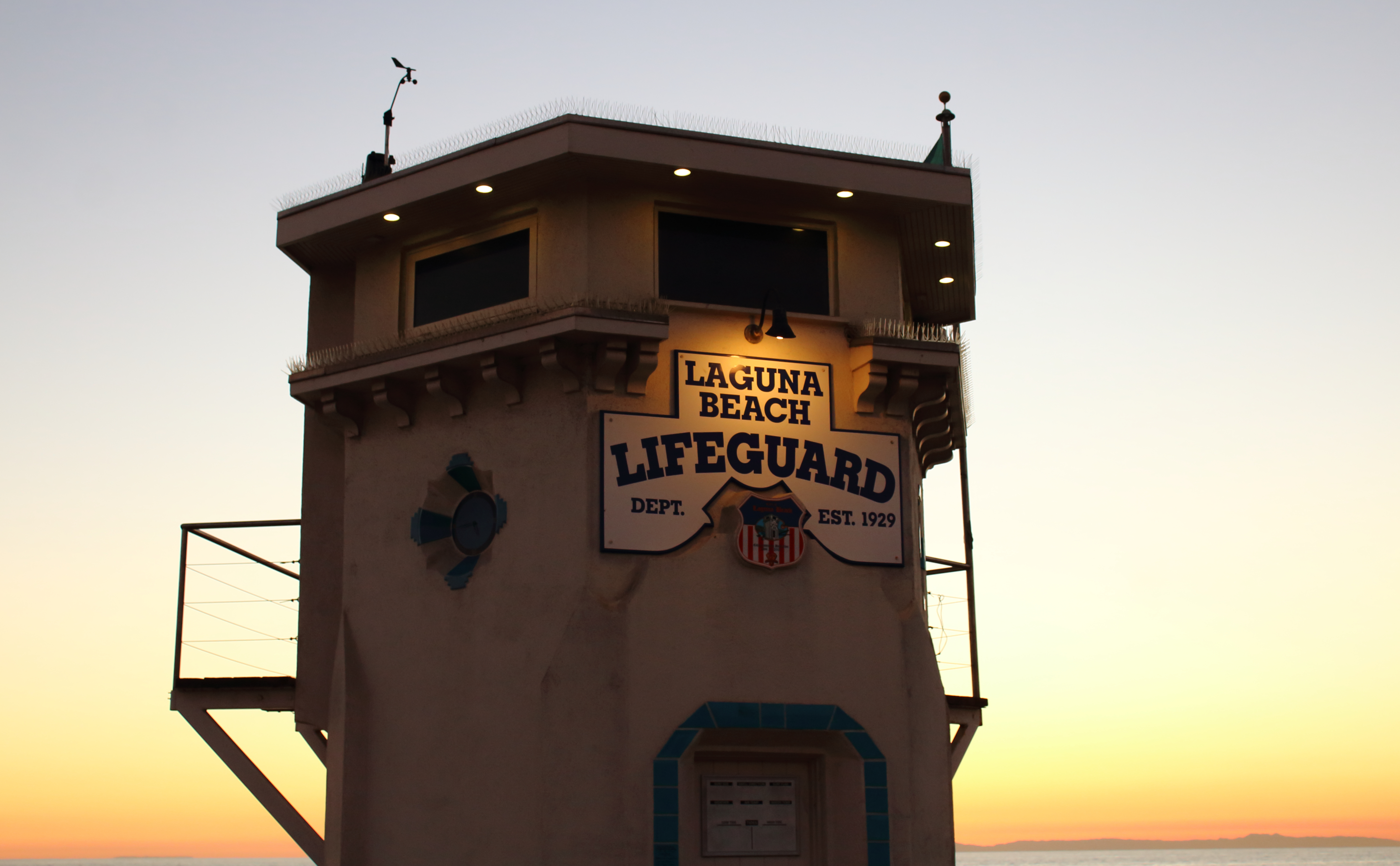
Lifeguard Laguna.

Según la Oficina del Censo, la ciudad tiene un área total de 25,2 km² (9,7 mi²), de la cual 22,9 km² (8,8 mi²) es tierra y 2,3 km² (0,9 mi²) (9.24%) es agua.

## Educación
Laguna Beach Unified School District está a cargo de la educación pública en la comunidad. Hay una escuela secundaria (Laguna Beach High School), una escuela intermedia (Thurston Middle School) y dos escuelas primarias en el distrito (Escuela primaria El Morro y Escuela primaria Top of the World).

### Localidades adyacentes
El siguiente diagrama muestra a las localidades en un radio de 8 kilómetros (5 mi) de Laguna Beach.

## Demografía
Según la Oficina del Censo en 2000 los ingresos medios por hogar en la localidad eran de $90,017, y los ingresos medios por familia eran $146,562. Los hombres tenían unos ingresos medios de $66,221 frente a los $46,138 para las mujeres. La renta per cápita para la localidad era de $58,732. Alrededor del 5.1% de la población estaban por debajo del umbral de pobreza.

South Laguna Beach

## Ciudades hermanadas
- Menton, Francia
- St Ives (Cornualles), Reino Unido
- San José del Cabo, México